# والتر هارتلي
والتر هارتلي (بالإنجليزية: Walter Hartley)‏ هو معلم موسيقى وملحن أمريكي، ولد في 21 فبراير 1927 في واشنطن العاصمة في الولايات المتحدة، وتوفي في 30 يونيو 2016.

## وصلات خارجية
- والتر هارتلي على موقع ميوزك برينز (الإنجليزية)
- والتر هارتلي على موقع أول ميوزيك (الإنجليزية)
- والتر هارتلي على موقع ديسكوغز (الإنجليزية)